# Biserica de lemn din Lazuri, Arad

Biserica de lemn din Lazuri, Arad, 1926

Biserica de lemn din Lazuri, județul Arad a fost folosită până în anul 1945 cand a început construirea bisericii actuale, de zid și avea hramul Pogorârea Sfântului Duh.